# خفاش‌های میوه‌خوار دم‌دراز
خفاش‌های میوه‌خوار دم‌دراز (نام علمی: Notopteris) نام یک سرده از تیره خفاش میوه‌خوار است.